# Heinrich Koppel

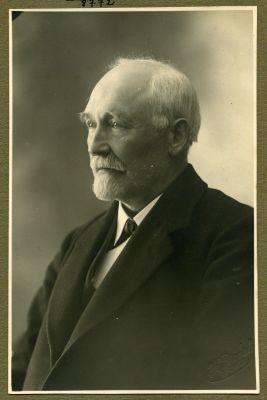
Heinrich Koppel in einer Aufnahme aus den 1920er Jahren

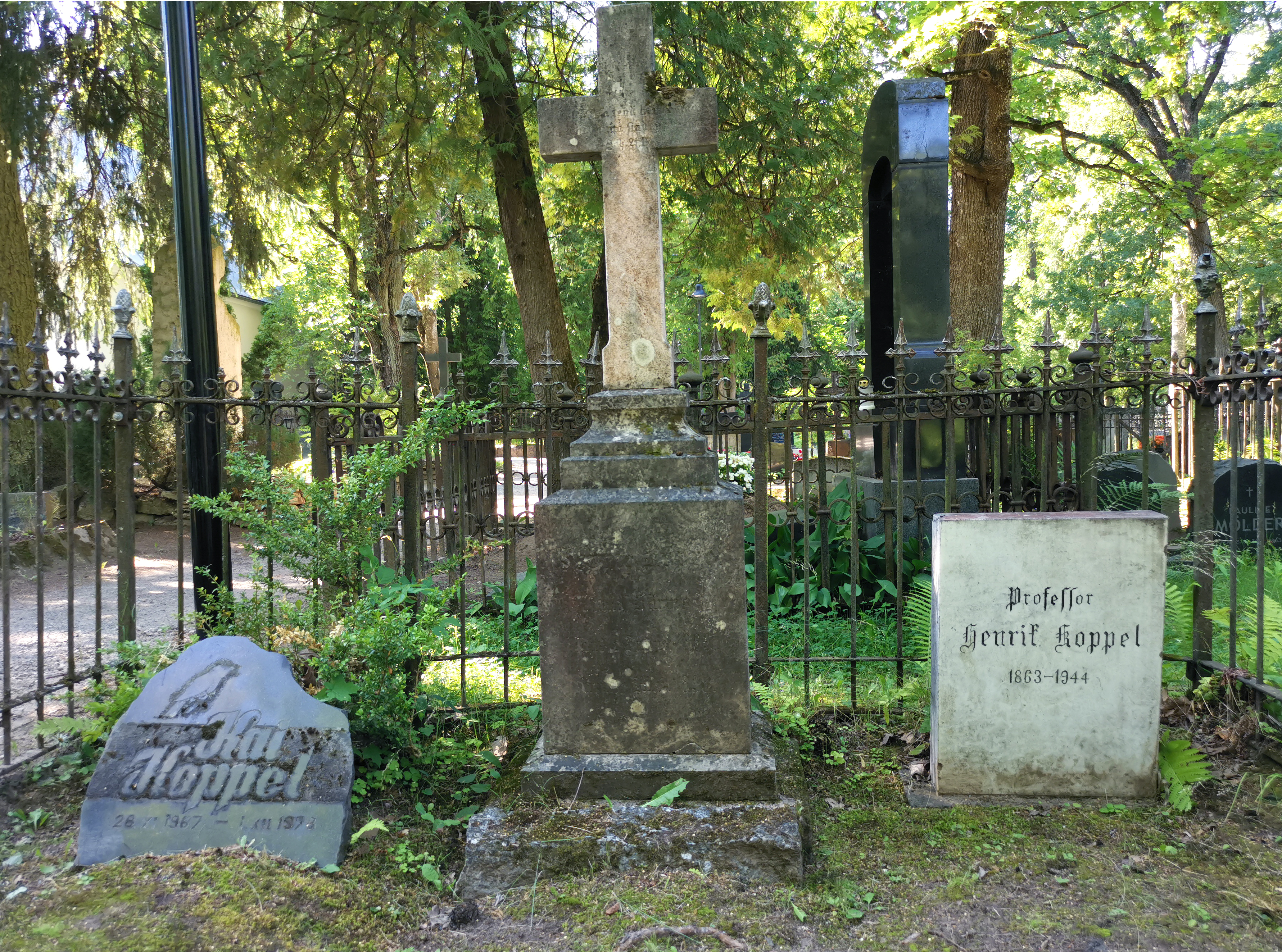
Grab auf dem Friedhof Tartu (Raadi kalmistu)

Heinrich Koppel (auch Henrik oder Hendrik Koppel; * 17. Dezemberjul. / 29. Dezember 1863greg. auf dem Bauernhof Naelu talu, Dorf Tõnuküla, damals Landgemeinde Uusna, Gouvernement Livland, heute Landgemeinde Viiratsi, Kreis Viljandi, Estland; † 14. Dezember 1944 in Tallinn) war ein estnischer Mediziner. Er war von 1920 bis 1928 Rektor der Universität Tartu.

## Leben

### Herkunft und Familie
Heinrich Koppel wurde als ältestes von acht Kindern geboren. Seine Eltern Jaan Koppel (1842–1891) und Liso Kosenkranius waren Landwirte. 
1890 heiratete Koppel Sophie Härms (1869–1898). Das Paar hatte zwei Töchter und einen Sohn, die alle bereits im ersten Lebensjahr verstarben.

### Werdegang
Er besuchte ab 1872 zunächst die Gemeindeschule, dann die Grundschule und das Gymnasium in der Stadt Viljandi, bevor er 1880 nach Tartu ging. 1884 schloss er dort das renommierte Alexander-Gymnasium ab.
Heinrich Koppel schloss 1890 sein vierjähriges Studium im Fach Medizin an der Kaiserlichen Universität Dorpat ab. Ein Jahr später wurde er promoviert. Daneben praktizierte er als Privatarzt.
Koppel gehörte dem Verein Studierender Esten an, dessen Vorsitzender er 1887/1888 war. Daneben war er in verschiedenen Gesellschaften und Vereinen sowie politisch aktiv. Von 1906 bis 1914 war er Vorsitzender der einflussreichen Kulturgesellschaft Vanemuine in Tartu. 1903 gründete er die estnischsprachige Gesundheitszeitschrift Tervis. Zeitlebens propagierte er medizinische Themen für eine breitere Öffentlichkeit.
Nach seiner Promotion war Koppel an der Universität Dorpat als Lehrkraft im Fach Medizin beschäftigt, ab 1905 als Privatdozent für Hals-Nasen-Ohren-Heilkunde. Ein Jahr später war er für die Schaffung des ersten Lehrstuhls für Hals-Nasen-Ohren-Heilkunde verantwortlich. Ab 1918 war Koppel Professor für Innere Medizin, ab 1920 für HNO-Heilkunde. 1918/19 unterrichtete er während der deutschen Besetzung Estlands als Professor an der Universität von Woronesch, bevor er 1920 nach Tartu zurückkehrte.
Von 1920 bis 1928 stand Koppel als Rektor der Universität Tartu vor. Von 1928 bis 1931 war er Prorektor der Universität. Gleichzeitig war er Direktor des Poliklinikums für Innere Medizin. Koppel setzte sich während seiner Rektoratszeit besonders für universitären Unterricht in estnischer Sprache ein.
1926 wurde ihm die Ehrendoktorwürde der Universität Uppsala verliehen, ein Jahr später wurde er Ehrenmitglied der Universität Lettlands. 1938 wurde er Ehrenmitglied der Gelehrten Estnischen Gesellschaft.
Heinrich Koppel hat zahlreiche Forschungen auf dem Gebiet der Inneren Medizin, der Hals-Nasen-Ohren-Heilkunde und der Leprabekämpfung vorgelegt. Er setzte sich daneben als einer der ersten für den Naturschutz in Estland ein. Auf seine Initiative gehen die Gründungen der ersten Naturschutzgebiete im Land zurück. Koppel galt als Experte für die Vogelkunde seiner Heimat.
Zum 1. Januar 1934 wurde Koppel emeritiert. Er starb Ende 1944 in Tallinn an einer Gangrän, die wegen der Wirren des Zweiten Weltkriegs nicht hinreichend behandelt werden konnte.